# Ma Boy (miniserie televisiva)
Ma Boy (마보이?, Ma BoiLR) è una miniserie televisiva sudcoreana trasmessa su Tooniverse dal 16 al 30 agosto 2012, inedita in Italia.
La sigla di apertura e di chiusura, I wish your love, è cantata dal gruppo CHI CHI.

## Trama
Jang Geu-rim è una studentessa che ha il sogno di diventare una famosa cantante e, per farlo, si iscrive ad una delle più prestigiose scuole della Corea del Sud. Qui incontra alcune fra le star del momento e condivide la camera con l'enigmatica Irene, la ragazza più famosa della scuola. Le due inizialmente non vanno d'accordo, soprattutto perché Irene è estremamente introversa, ma quando Jang Geu-rim scoprirà il suo segreto, dovranno per forza cercare di aiutarsi a vicenda. Irene, infatti, non è una ragazza, bensì un ragazzo, Hyun Woo, travestito da donna: lo scopo di ciò è quello di diventare popolare per guadagnare abbastanza da fondare una propria band. Con il passare del tempo, Hyun Woo si aprirà a Geu-rim e diventerà estremamente protettivo nei suoi confronti, difendendola e consolandola dalle provocazioni di alcuni suoi compagni di classe che la odiavano. Questi ultimi (i membri dei fan club di Irene e Tae-joon) organizzeranno infine un piano per fare espellere Jang Geu-rim dalla scuola, e quest'ultima pur di non mettere nei guai il suo amico, non controbatterà davanti al preside.
Alla fine tutto si risolverà per il meglio, poiché Tae-joon, star maschile della scuola e idolo di Geu-rim, prenderà le difese della giovane. Lei, però, che era inizialmente innamorata di Tae-joon, scopre di provare affetto per Hyun Woo, e rinuncia perciò a cantare su un palco con la pop star, pur di organizzare la festa di compleanno all'amico. Tuttavia, un paparazzo scopre la vera identità di Irene e cerca di ricattare suo zio: quest'ultimo decide allora di far scomparire Irene dalle scene. Hyun Woo farà solamente una telefonata a Jang Geu-rim, dicendo di aspettarlo. Dopo un anno, Hyun Woo ha fondato con alcuni suoi amici la band Ma Boy, di cui è il leader, e torna a studiare insieme a Jang Geu-rim nella sua vecchia scuola, con la sua vera identità. Il ragazzo prende la ragazza per mano e, in un luogo isolato, si dichiara a lei e prova a baciarla sulla bocca. Dopo aver però capito che nessuno dei due era ancora pronto per un simile gesto, la bacia teneramente sulla fronte.

## Episodi
La prima messa in onda della miniserie è avvenuta il 16 agosto 2012 alle ore 21:00, su Tooniverse.
| Nº | Titolo episodio | Traduzione letterale italiana | Data di messa in onda |
| -- | --------------- | ----------------------------- | --------------------- |
| 1  | Who are you?    | Chi sei tu?                   | 16 agosto 2012        |
| 2  | HeartBeat       | BattiCuore                    | 23 agosto 2012        |
| 3  | My Boy          | Il mio ragazzo                | 30 agosto 2012        |

## Personaggi
- Jang Geu-rim, interpretata da Kim So-hyun
Una ragazza esuberante, simpatica e cordiale, ma allo stesso tempo testarda, determinata e tenace nelle sue scelte. Appena arrivata a scuola, si attira le antipatie sia del TaeClub che dell'IClub. Le ragazze appartenenti al primo fanclub, infatti, sono invidiose della sua vicinanza con Tae-joon, mentre i ragazzi appartenenti al secondo fanclub pensano che sia la causa della continua tristezza di Irene. Geu-rim è una fan sfegatata di Tae-joon ed è segretamente innamorata di lui. Infatti, in passato, lei era stata malata di leucemia e Tae-joon era venuto a cantare nel suo ospedale. Egli le disse di continuare a lottare e anche grazie alla bellezza delle sue canzoni era riuscita a tornare velocemente in forze. Tae-joon, comunque, non saprà mai che era proprio Jang Geu-rim la ragazza che incontrò nell'ospedale. Alla fine preferirà rinunciare a cantare con lui per organizzare la festa di compleanno di Hyun Woo. Alla fine della miniserie si dichiara a Hyun Woo.

- Hyun Woo/Irene, interpretato da Kim Sun-woong
Hyun Woo è un ragazzo che vuole fondare una propria band, e per farlo si esercita tutte le sere in palestra sia nel canto che nella danza. È una persona estremamente riservata e inizialmente diffidente, ma lentamente si scoprono la sua dolcezza ed estrema sensibilità. Sebbene usi spesso l'alter-ego di Irene, una ragazza introversa ed enigmatica, odia vestirsi da donna e lo trova estremamente irritante. Irene è corteggiata da Tae-joon, ma dal canto suo non lo sopporta; lo stesso vale per i membri dell'IClub, il suo fanclub. Inizialmente è diffidente nei confronti di Geu-rim e fruga fra le sue cose per scoprire che tipo di persona sia. Lentamente, si innamora di Jang Geu-rim e alla fine della miniserie si dichiara a lei, baciandola e dicendole che continuerà a studiare nella sua classe e sostenendola nelle difficoltà.

- Tae-joon, interpretato da Min Hoo
Tae-joon è una delle star del momento e il ragazzo più popolare della scuola, dove ha un fanclub chiamato TaeClub. È un ragazzo ambizioso ed abbastanza superbo, ma allo stesso tempo estremamente tenace. È follemente innamorato di Irene e le fa continuamente regali per dimostrare il suo amore, ma lei lo rifiuta ed ignora. Quando capisce che Irene non lo ama, inizia a corteggiare Jang Geu-rim, ma la storia fra i due non avrà un seguito.

- Jung Jik-hae, interpretato da Lee Jong-yeol
Il preside della scuola, un uomo generalmente gentile e comprensivo, sia nei confronti di professori e genitori, sia in quelli di Jang Geu-rim, che ha particolarmente preso in simpatia. Quando la ragazza rischia di essere espulsa dalla scuola, lui cerca di evitare che ciò avvenga.

- Lee Eok-man, interpretato da Kang Hyun-joong
Lo zio di Hyun Woo. Uomo gentile e premuroso nei confronti del nipote, è il presidente di una piccola industria pubblicitaria. Dopo che la loro principale icona lascia all'improvviso la società, notando la bellezza del nipote, ha l'intuizione di trasformarlo in una "lei", Irene. La società inizia a diventare famosa e la figura di Irene è sempre più richiesta, e perciò lo zio convince il nipote a continuare a reggere la parte. È lui che prende accordi con la scuola riguardo alle particolari esigenze di Irene, ed è sempre lui che si preoccupa di tenere lontano un tenace paparazzo da lei. Si dimostra calmo e comprensivo anche quando Jang Geu-rim scopre la vera identità di Irene. Lo scopo dello zio è quello di guadagnare soldi per poter rendere famosa la controparte maschile di Irene, Hyun Woo, e non per un tornaconto personale. Si dimostra una persona intelligente e oculata nelle scelte: cercherà infatti di organizzare l'uscita dalle scene di Irene e il rientro in grande stile di Hyun Woo.

- Reporter Kang, interpretato da Lee Jong-bak
Uomo senza scrupoli, pronto a tutto pur di trovare uno scoop sensazionale su Irene e pubblicarlo, fa in continuazione foto alla ragazza adottando vari travestimenti. A nulla servono i tentativi del manager di Irene di sequestragli tutte le volte le macchine fotografiche che usa e cancellare le varie foto. Nel terzo episodio, dopo aver pedinato Irene, scopre che è in realtà un uomo e ricatta sia lei che il suo manager, minacciando di pubblicare le sue scoperte. Alla fine il suo piano non avrà compimento, poiché i membri del TaeClub e dell'IClub, pensando che lui abbia scattato solo foto di Tae-joon e Irene insieme, per salvaguardare l'identità dei loro idoli, sottraggono con l'inganno la chiavetta USB contenente le foto e le cancellano, comprese quelle compromettenti.